# Tom Fodstad
Tom Fodstad (11 aprile 1966) è un dirigente sportivo ed ex calciatore norvegese, di ruolo attaccante.

## Carriera

### Giocatore

#### Club

##### Eidsvold Turn e HamKam
Fodstad cominciò la carriera con la maglia dell'Eidsvold Turn, collezionando 31 reti in 35 presenze tra il 1983 ed il 1984. Si trasferì poi allo HamKam, formazione all'epoca militante nella 2. divisjon. Esordì in squadra il 28 aprile 1985, quando fu schierato titolare nella sconfitta per 4-1 contro il Kvik Halden. Il 30 maggio successivo, arrivarono el prime reti: fu autore di una doppietta nel successo per 7-0 sul Løten. A fine stagione, il club centrò la promozione nella 1. divisjon. Fodstad poté così debuttare nella massima divisione norvegese in data 27 aprile 1986, subentrando a Stein Kollshaugen nel pareggio casalingo per 1-1 contro il Molde. Il 4 maggio arrivò la prima marcatura in questo campionato, contribuendo così alla vittoria dello HamKam in casa del Lillestrøm per 0-2. A fine stagione, la squadra riuscì a raggiungere la salvezza. Questo risultato non fu ripetuto nel campionato 1987: lo HamKam chiuse al terzultimo posto finale e tornò nella 2. divisjon. Fodstad rimase in forza al club per le successive due stagioni.

##### Lyn Oslo e Stabæk
Nel 1990, l'attaccante fu messo sotto contratto dal Lyn Oslo, formazione militante sempre nella 2. divisjon. Disputò il primo incontro con questa casacca in data 29 aprile, realizzando anche una rete nella vittoria per 1-3 sul campo dello Skarp. Il 15 maggio fu autore di una doppietta ai danni del Fredrikstad, contribuendo al 4-1 finale. Il 23 giugno arrivò la prima tripletta, in un 4-1 inflitto al Råde. Totalizzò 18 reti in 19 presenze, mentre il Lyn Oslo centrò la promozione nella neonata Eliteserien. Il 29 settembre 1991 siglò una quaterna ai danni del Viking, permettendo il successo in trasferta della sua squadra con il punteggio di 3-4. Il Lyn Oslo chiuse la stagione con un quarto posto finale. Nel 1992, Fodstad si trasferì allo Stabæk, che all'epoca giocava nella 2. divisjon. Debuttò in un pareggio per 1-1 contro l'Ullern, in cui segnò il gol in favore della sua squadra. Le sue reti furono decisive per la doppia promozione del club, che nel campionato 1994 fu promosso nell'Eliteserien. Fodstad si ritirò al termine di questa stagione. Fa parte della Hall of Fame dello Stabæk.

#### Nazionale
Fodstad conta 2 presenze per la Norvegia under 21, con 2 gol all'attivo. Esordì il 16 maggio 1986, in occasione di un pareggio per 3-3 contro la Svezia under 21, in cui siglò una doppietta.

### Dopo il ritiro
Fodstad si ritirò dall'attività agonistica poiché gli fu offerto un incarico dirigenziale alla Norges Fotballforbund (NFF). Il 19 agosto 2011 fu nominato nuovo direttore commerciale della Federazione.

## Statistiche

### Presenze e reti nei club
| Stagione             | Club                 | Campionato           | Campionato | Campionato | Coppe nazionali | Coppe nazionali | Coppe nazionali | Coppe continentali | Coppe continentali | Coppe continentali | Supercoppe | Supercoppe | Supercoppe | Totale | Totale |
| Stagione             | Club                 | Comp                 | Pres       | Reti       | Comp            | Pres            | Reti            | Comp               | Pres               | Reti               | Comp       | Pres       | Reti       | Pres   | Reti   |
| -------------------- | -------------------- | -------------------- | ---------- | ---------- | --------------- | --------------- | --------------- | ------------------ | ------------------ | ------------------ | ---------- | ---------- | ---------- | ------ | ------ |
| 1983                 | Eidsvold Turn        | 4D                   | ?          | ?          | CN              | ?               | ?               | -                  | -                  | -                  | -          | -          | -          | ?      | ?      |
| 1984                 | Eidsvold Turn        | 4D                   | ?          | ?          | CN              | ?               | ?               | -                  | -                  | -                  | -          | -          | -          | ?      | ?      |
| Totale Eidsvold Turn | Totale Eidsvold Turn | Totale Eidsvold Turn | 35         | 31         |                 | ?               | ?               |                    | -                  | -                  |            | -          | -          | ?      | ?      |
| 1985                 | HamKam               | 2D                   | 16         | 2          | CN              | 4               | 2               | -                  | -                  | -                  | -          | -          | -          | 20     | 4      |
| 1986                 | HamKam               | 1D                   | 13         | 4          | CN              | 4               | 2               | -                  | -                  | -                  | -          | -          | -          | 17     | 6      |
| 1987                 | HamKam               | 1D                   | 20         | 6          | CN              | 5               | 5               | -                  | -                  | -                  | -          | -          | -          | 25     | 11     |
| 1988                 | HamKam               | 2D                   | 22         | 5          | CN              | 3               | 4               | -                  | -                  | -                  | -          | -          | -          | 25     | 9      |
| 1989                 | HamKam               | 2D                   | ?          | ?          | CN              | ?               | ?               | -                  | -                  | -                  | -          | -          | -          | ?      | ?      |
| Totale HamKam        | Totale HamKam        | Totale HamKam        | ?          | ?          |                 | ?               | ?               |                    | -                  | -                  |            | -          | -          | ?      | ?      |
| 1990                 | Lyn Oslo             | 2D                   | 19         | 18         | CN              | 4               | 3               | -                  | -                  | -                  | -          | -          | -          | 23     | 21     |
| 1991                 | Lyn Oslo             | ES                   | 20         | 7          | CN              | 2               | 4               | -                  | -                  | -                  | -          | -          | -          | 22     | 11     |
| Totale Lyn Oslo      | Totale Lyn Oslo      | Totale Lyn Oslo      | 39         | 25         |                 | 6               | 7               |                    | -                  | -                  |            | -          | -          | 45     | 32     |
| 1992                 | Stabæk               | 2D                   | 21         | 21         | CN              | 1               | 0               | -                  | -                  | -                  | -          | -          | -          | 22     | 21     |
| 1993                 | Stabæk               | 2D                   | 22         | 21         | CN              | 2               | 1               | -                  | -                  | -                  | -          | -          | -          | 24     | 22     |
| 1994                 | Stabæk               | 1D                   | 17         | 9          | CN              | 2               | 2               | -                  | -                  | -                  | -          | -          | -          | 19     | 11     |
| Totale Stabæk        | Totale Stabæk        | Totale Stabæk        | 60         | 51         |                 | 5               | 3               |                    | -                  | -                  |            | -          | -          | 65     | 54     |
| Totale               | Totale               | Totale               | 34         | 0          |                 | 7               | 0               |                    | 0                  | 0                  |            | -          | -          | 41     | 0      |